# خورشیدگرفتگی ۲۹ مارس ۲۰۲۵
خورشیدگرفتگی ۲۹ مارس ۲۰۲۵ (به انگلیسی: Solar eclipse of March 29, 2025) یک خورشیدگرفتگی از نوع خورشیدگرفتگی جزئی است. این خورشیدگرفتگی در تاریخ ۲۹ مارس ۲۰۲۵ میلادی (‎۹ فروردین ۱۴۰۴ خورشیدی) روی خواهد داد که زمان اوج آن، ساعت ۱۰:۴۸:۳۶ به‌وقت ساعت هماهنگ جهانی است.